# Amara Nuevo

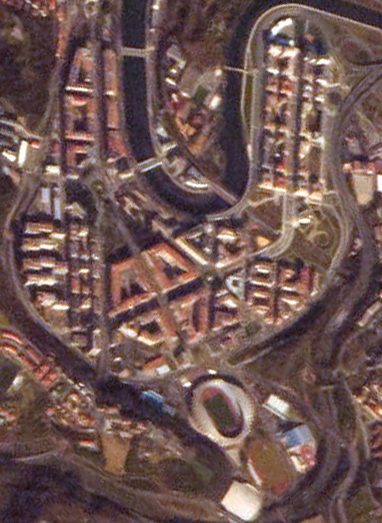
Amara Nuevo desde el aire

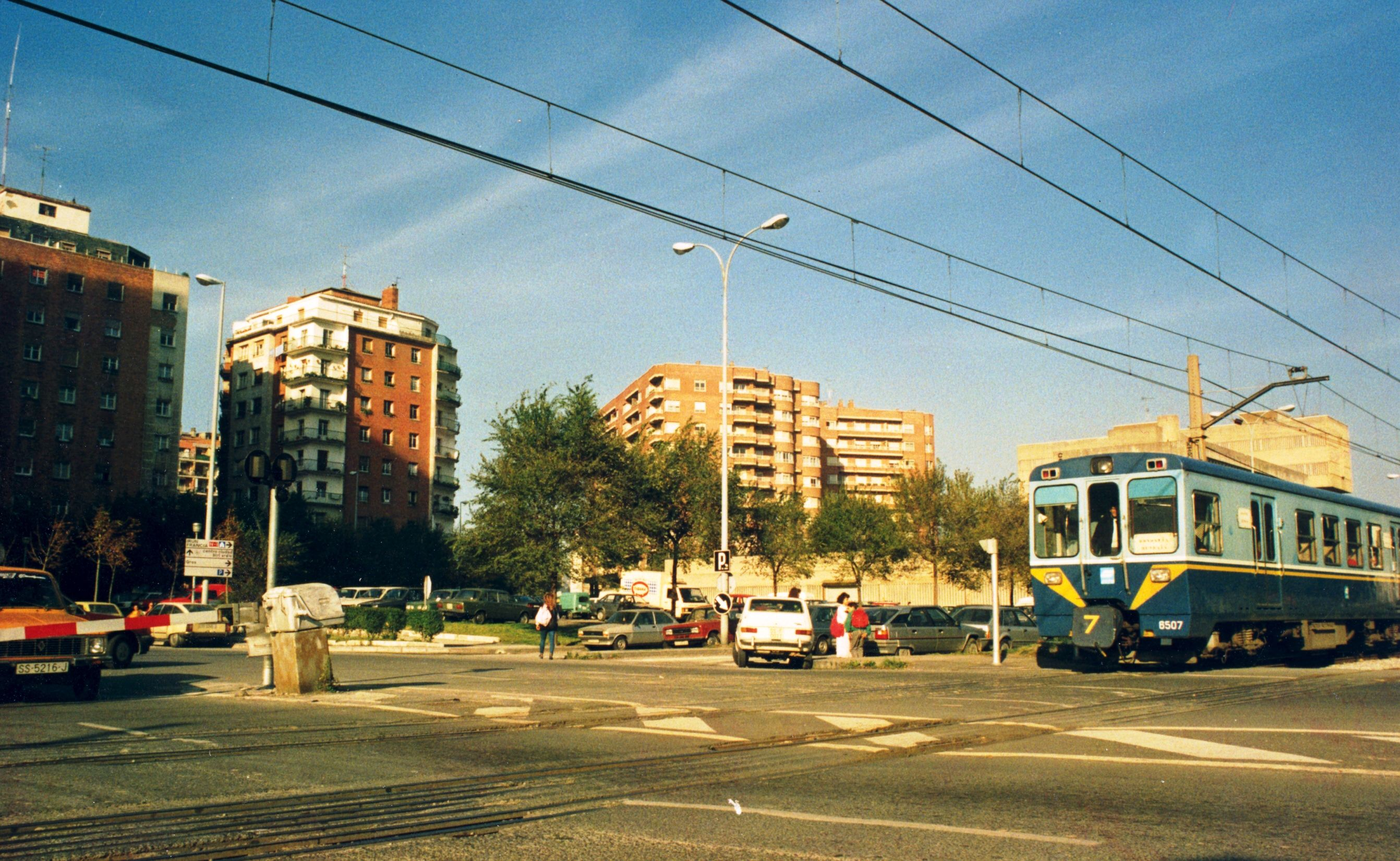
Amara Nuevo en la década de 1980

Amara Nuevo (Amara Berri, en euskera) es un barrio de San Sebastián (País Vasco, España), también conocido como Ensanche de Amara. Nace en la confluencia de las calles Urbieta, Prim y Easo en la Plaza del Centenario, en una gran zona verde que forma el Parque de Álava, llegando hasta la Ciudad deportiva de Anoeta. 
Es el barrio más populoso de la ciudad. Cuenta  con  40000 habitantes, de ellos 25618 empadronados. 

## Historia
La primera documentación que existe de él data de 1895. Para su construcción fue necesario encauzar el río Urumea que anegaba casi toda la zona con las mareas altas. Esta tarea se llevó a cabo entre los años 1924 y 1926. Pero su desarrollo no tuvo lugar especialmente hasta 1952 con la construcción del primer edificio en la actual calle Parque. Varios bloques de viviendas se levantaron a ambos lados de la avenida de Sancho el Sabio hasta Anoeta. Luego el barrio fue creciendo a una velocidad considerable.
Estuvo ocupado por campo de maniobras de la Columna Sagardía (formación militar del régimen franquista que dio nombre a la calle Parque desde 1950, hasta que lo recuperó en 1979). Hubo también campo de fútbol y atletismo, y hasta circuito automovilístico. 
En la zona de Anoeta se instaló una ciudad deportiva que era un auténtico esparcimiento para las familias de Amara que disponía de piscinas, campo de hockey, baloncesto, tenis y mucho espacio verde donde varias generaciones de niños amaratarras disfrutaron de su tiempo libre. 
En 1990 el Ayuntamiento decidió demoler el recinto y construir el estadio de Anoeta, hoy denominado Reale Arena inaugurado en 1993.
La tipología de sus edificios es de grandes bloques de arquitectura ecléctica, con nueve a diez alturas, algunas torres de quince, pero con el común denominador de contar con gran densidad de población. Lo cruzan la avenida de Sancho el Sabio, avenida de Madrid y Carlos I principalmente que es vía de entrada y salida de la ciudad.
En la plaza de Pío XII destaca el edificio del Hotel Amara Plaza, diseño del arquitecto donostiarra Luis Peña Ganchegui, autor también del paseo del Peine del Viento.
Junto al estadio de Anoeta está la plaza  de Aita Donostia. En su centro se situó en 1993 La Paloma de la Paz, obra de Néstor Basterrechea. En este emplazamiento Gesto por la Paz realizaba concentraciones periódicas. En el año 2014 la escultura  se trasladó a otro lugar.
La confluencia de las calles Gregorio Ordóñez, Felipe IV, Isabel II, Balleneros, y Toribio Alzaga forman la plaza de Irún. El monumento que corona la fuente, de nombre Ateak (Puertas) está dedicado al pasado y al futuro de San Sebastián. Las figuras de mármol pertenecen al monumento a la firma de la reconstrucción de San Sebastián después del desastre de 1813. Esta tuvo lugar en el caserío Aizpurua de Zubieta.

## Callejero del barrio
- Amaiur, Parque de / Amaiur Parkea (1993)
- Amézqueta, Calle de los / Amezketarren Kalea (Plaza de los Amézqueta, 1962; Calle de los Amézqueta, 1973)
- Anoeta, Paseo de / Anoeta Pasealekua
- Álava, Parque de / Araba Parkea
- Aragón, Calle de / Aragoi Kalea (¿1992?)
- Armerías, Plaza de las / Armería Plaza (1962)
- Arquitectos Kortazar, Calle de los / Kortazar Arkitektoen Kalea (Antonio Cortázar,1962; ampliado a su hijo Ramón en 1973)
- Astilleros, Calle de los / Ontziola Kalea (1962)
- Azcoitia, Plaza de / Azkoitia Plaza (1993)
- Azpeitia, Calle de / Azpeitia Kalea (Juan José Prado, 1950; Azpeitia, 1979)
- Baldomero Anabitarte, Plaza de / Baldomero Anabitarte Plaza (1993)
- Balleneros, Calle de los / Baleazaleen Kalea (1962)
- Vizcaya, Paseo de / Bizkaia Pasealekua (Juan de Olazábal, 1938; Bizkaia, 1979)
- Carlos I, Avenida de / Karlos I.aren Hiribidea (1962)
- Catalina de Erauso, Calle de / Katalina Erauso Kalea (1962)
- Cofradías Donostiarras, Plaza de las / Donostiar Kofradien Plaza (1962)
- Consulado, Calle del / Kontsulatu Kalea (1962)
- Corsarios Vascos, Calle de los / Euskal Kortsarioen Kalea (1962)
- Eibar, Plaza de / Eibar Plaza (1993)
- Errondo, Paseo de / Errondo Pasealekua (1950)
- Estudios, Plaza de los / Ikasketa Plaza (1962)
- Etxeberri, Plaza de los / Etxeberri Plaza (1962)
- Eustasio Amilibia, Calle de / Eustasio Amilibia Kalea (1962)
- Felipe IV, Calle de / Felipe IV.aren Kalea (1962)
- Ferrerías, Calle de las / Olaeta Kalea (1962)
- Ferrerías, Plaza de / Olaeta Plaza (¿1992?)
- Gracia Olazabal, Calle de / Gracia Olazabal Kalea (1993)
- Gregorio Ordóñez, Calle de / Gregorio Ordóñez Kalea (1995)
- Ignacio Mercader, Plaza de / Ignazio Merkader Plaza (1993)
- Illunbe, Calle de / Illunbe Kalea (1993)
- Irún, Plaza de / Irun Plaza (1962)
- Isabel II, Avenida de / Isabel II.aren Hiribidea (1962)
- Javier Barkaiztegi, Calle de/Javier Barkaiztegi Kalea (1962)
- José Antonio Agirre, Puente de / José Antonio Agirre Zubia (2005)
- José María Salaberría, Calle de / Jose Maria Salaberria Kalea (1957)
- Leire, Plaza de / Leire Plaza (¿?)
- Madrid, Avenida de / Madrid Hiribidea (1962)
- Maestro Santesteban, Calle del / Santesteban Musikariaren Kalea (1993)
- Martzelino Soroa, Plaza de / Martzelino Soroa Plaza (1993)
- Marinos, Plaza de los / Marinel Plaza (1962)
- Mercaderes, Plaza de los / Merkatari Plaza (1962)
- Morlans, Paseo de / Morlans Pasealekua (1976)
- Mundaiz, Puente de / Mundaiz Zubia (
- Padre Donostia, Plaza del / Aita Donostia Plaza (1992)
- Parque, Calle del / Parke Kalea (Parque, 1950; Columna Sagardía,1962; Parque de Álava, 1979)
- Pedro Manuel Collado, Calle de / Pedro Manuel Collado Kalea (¿?)
- Pescadores de Terranova, Calle de los / Ternuako Arrantzaleen Kalea (1962)
- Pescadores del Gran Sol, Calle de los / Gran Soleko Arrantzaleen Kalea (1981)
- Pío XII, Plaza de / Pio XII.aren Plaza (1956)
- Podavines, Calle de los / Podavines Kalea (1962)
- Portutxo, Plaza de / Portutxo Plaza (1994)
- Prebostes, Plaza de los / Probestu Plaza (1962)
- Real Compañía Guipuzcoana de Caracas, Calle de la / Caracaseko Erret Konpainia Gipuzkoarraren Kalea (1962)
- Real Sociedad de San Sebastián, Puente de la / Donostiako Realaren Zubia (2010)
- Ricardo Izagirre, Calle de / Rikardo Izagirre Kalea (1993)
- Sagrada Familia, Calle de la / Familia Santuaren Kalea (1960)
- Sancho el Sabio, avenida de / Antso Jakitunaren Hiribidea (1950)
- Sauce, Plaza del / Sahats Plaza (1960)
- Soldados, Plaza de los / Soldadu Plaza (1962)
- Torcuato Luca de Tena, Calle de / Torcuato Luca de Tena Kalea (1962)
- Toribio Alzaga, Calle de / Toribio Altzaga Kalea (1993)
- Zorroaga, Paseo de / Zorroaga Pasealekua (1962)
- Zuaznabar, Calle de / Zuaznabar Kalea (1962)

### Riberas de Loyola
- Barcelona, Avenida de / Barcelona Hiribidea
- Beroiz, Calle de / Beroiz Kalea
- Errota Berri, Parque de / Errota Berri Parkea
- Gabriel María Lafitte, Plaza de / Gabriel Maria Lafitte Plaza
- Giuseppe Verdi, Plaza de / Giuseppe Verdi Plaza
- Hermanos Otamendi, Calle de los / Otamendi Anaiak Kalea
- Humboldt, Calle de / Humboldt Kalea
- Jesús María Alkain, Plaza de / Jesus Maria Alkain Plaza
- Juan Zaragüeta, Calle de / Juan Zaragueta Kalea
- Loiola, Rotonda de / Loiola Biribilgunea
- María Zambrano, Plaza de / Maria Zambrano Plaza
- Mikel Laboa, Pasarela de / Mikel Laboa Igarobidea (2009)
- Nemesio Etxaniz, Calle de / Nemesio Etxaniz Kalea
- Pablo Gorosábel, Calle de / Pablo Gorosabel Kalea
- Pablo Sarasate, Calle de / Pablo Sarasate Kalea
- Paloma Miranda, Plaza de / Paloma Miranda Plaza
- Ribera de Loiola, Paseo de la / Loiolako Erribera Pasealekua
- Santiago, Plaza de / Santiago Plaza
- Victor Hugo, Calle de / Victor Hugo Kalea